# Блок (механіка)

Схема чотирьох систем із блоків

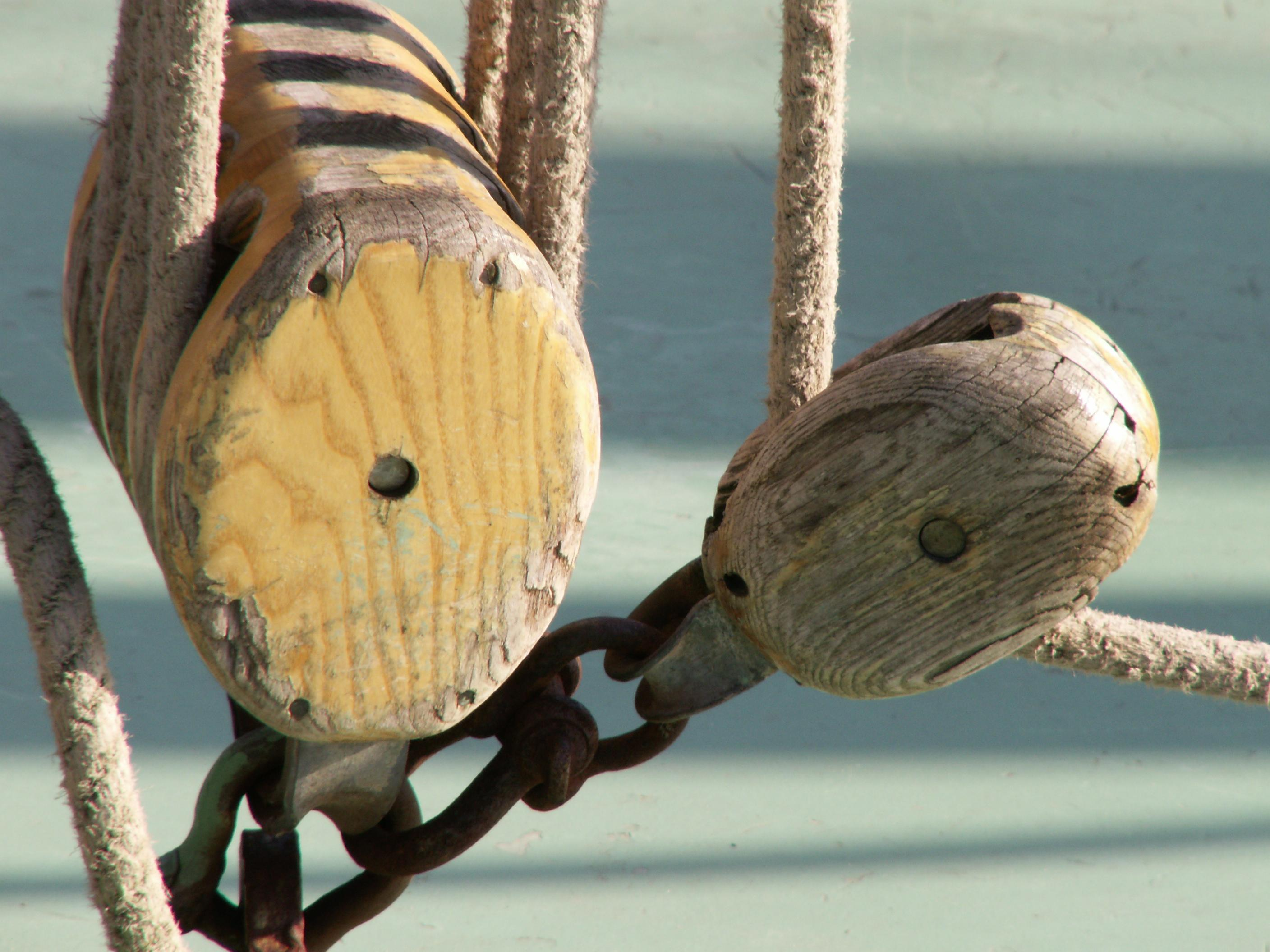
Блок на кораблі

Схеми блоків

Блок — один з простих механічних пристроїв, що дозволяє регулювати силу. Являє собою колесо з жолобом, що обертається навколо своєї осі. Жолоб призначений для каната, ланцюга, приводного паса тощо. Якщо вісь блока розташовується в обоймах, прикріплених на балці або стіні (тобто вісь блока закріплена), такий блок називається нерухомим і міняє напрям дії сили. Якщо ж до цих обойм прикріплюється вантаж, і блок разом з ними може рухатися, то такий блок називається рухомим і міняє величину сили.
Нерухомий блок. Умови рівноваги блока: {\displaystyle ~F=fmg}, де {\displaystyle ~F} — зовнішня сила, {\displaystyle m} — маса вантажу, {\displaystyle ~g} — прискорення вільного падіння, {\displaystyle f} — коефіцієнт тертя в блоці (для ланцюгів приблизно 1.05, а для мотузок — 1.1).
При відсутності тертя для підйому потрібна сила, рівна вазі вантажу:{\displaystyle ~F=mg}.
Для рухомого блока {\displaystyle F={\frac {1}{2}}mg}, при {\displaystyle f} = 1. При цьому вантаж пройде відстань, удвічі меншу від пройденої точкою прикладання сили {\displaystyle ~F}. Відповідно, виграш у силі рухомого блока дорівнює 2.
Фактично, будь-який блок є важелем, у випадку нерухомого блоку — рівноплечним, у разі рухомого — зі співвідношенням плечей 1 до 2. Як і для будь-якого іншого важеля, для блоку справедливе правило: виграш у силі дорівнює програшу у відстані. Іншими словами, робота, що здійснюється під час переміщення вантажу на яку-небудь відстань без використання блока, дорівнює роботі, затраченій під час переміщення вантажу на ту ж саму відстань із застосуванням блока за умови відсутності тертя. У реальному блоці завжди присутні деякі втрати.
У техніці використовується система, що складається з комбінації декількох рухомих і нерухомих блоків. Така система називається поліспаст. Найпростіший полістпаст зображено на верхньому малюнку під номером 2. Він дає виграш у силі в 2 рази.
На відміну від шківа, блок обертається на осі вільно і забезпечує винятково зміну напрямку руху ременя або каната, не передаючи зусилля з осі на ремінь або з ременя на вісь.